# Fodboldlandskampen Danmark-Sverige
Fodboldlandskampen Danmark-Sverige er en dansk særudgave af Dansk Film Avis' ugerevy, der bringer reportage fra fodboldlandskampen mellem Danmark og Sverige, der blev spillet den 19. oktober 1941 i Idrætsparken i København. Danmark vandt 2-1 på mål af Johannes Pløger og Kaj Hansen.
I filmen ses også Kong Christian 10. og Marguerite Viby.